# Bamse (tegneserie)
 For alternative betydninger, se Bamse. (Se også artikler, som begynder med Bamse)
Bamse er en svensk tegneserie startet af Rune Andréasson i 1966. Serien har siden 1973 haft sit eget blad i Sverige, der tillige har været udgivet på dansk i en årrække. Der er desuden blevet lavet flere film og billedebøger med serien.
Serien handler om Bamse, verdens stærkeste og rareste bjørn, vennerne Lille Hopsa og Ole Opfinder, deres familier og fjender og deres oplevelse både hjemme, i fjerne egne og steder i overtroens verden.

## Historie
Inden Rune Andréasson skabte Bamse, havde han prøvet lykken med adskillige andre serier. Flere af dem, Brum, Nalle ritar och berättar og Teddy, handlede om bjørne. Teddy havde undertitlen "världens starkaste björn" og et figurgalleri, der mindede meget om de figurer, som senere skulle dukke op i Bamse, med både en tidlig Ole Opfinder med et lidt anderledes udseende og en lille brun kanin ved navn Lasse Skutt.
Andréasson fortrød imidlertid, at han havde gjort Teddy så stærk uden at give ham nogen svaghed. For at serien skulle blive spændende, var han ofte tvunget til at benytte kneb, hvilket ikke duede i længden. Så fødtes ideen til Bamse, en lille bjørn som kun er stærk, når han har spist krafthonning, som klarer det meste, men ikke alt.
Bamse debuterede som titelfigur i seks sort/hvid tegnefilm på Sveriges Television, med start den 29. oktober 1966. 7. november 1966 debuterede Bamse desuden som seriefigur i ugebladet Allers nr. 46. Succesen var snart hjemme, og i de følgende 3½ år fortsatte Rune Andréasson med at producere en ugentlig tegneserieside for Allers. I Allers nr. 12, 1970 afsluttedes det fjortende og sidste Allers-eventyr. Andréasson havde større planer for serien; han begyndte nu at planlægge et månedligt tegneserieblad, og i januar 1973 var bladet Bamse – världens starkaste björn i handelen. 
Forud var desuden gået syv nye tegnefilm, denne gang i farver, som Sveriges Television viste i vinteren 1972-1973. Yderligere to fulgte i 1981 og en enkelt i 1991. Tegnefilmene er senere blevet genudsendt flere gange og er desuden blevet udgivet på VHS og DVD herunder med dansk tale. Endeligt udkom der i 2014 en langfilm, ved navn "Bamse og Tyvenes by", med et budget på ca. 25 mio. SEK. En opfølgning til til denne film, er planlagt til udgivelse i julen 2016.
Bladet blev op gennem 1970'erne et af de bedst sælgende tegneserieblade i Sverige og nåede sidst i 1980'erne sit højdepunkt med et oplagstal på over 200.000. En dansk udgave var også at finde i en årrække, ligesom bladet også er oversat til ni andre sprog. På det svenske hjemmemarked udgives den for tiden med 18 numre årligt. Dertil er i tidens løb kommet en række andre udgivelser så som billedebøger (siden ca. 1968), Bamse-Extra (30 numre 1992-2005), der nu er afløst af Bamses Äventyr (siden 2006, 6 gange årligt), Bamsebiblioteket (indbundne bøger med genoptryk af gamle blade og ekstramateriale), pixibøger (siden 2002), Bamse – Den kompletta veckoserien 1966-1970 (bog med samlet genoptryk af Allers-historierne ved 40-året 2006) og diverse informations- og reklamepublikationer.
I 1975 overlod Andréasson serietegningen til spanske Francisco Tora, som i 1983 fik selskab af svenske Bo Michanek. Andréasson selv tog sig af manuskriptskrivningen frem til sin pensionering i 1990 og forsidetegningen yderligere et par år ligesom han holdt et vågent øje med indholdet frem til sin død i 1999. Desuden skrev han gennem 1990'erne 61 manuskripter beregnet til efter hans bortgang foruden et, der aldrig blev afsluttet. Disse historier er blevet trykt i bladet siden 2001. Bladet selv overlod Andréasson ved sin pensionering i 1990 til en tegneserieskaberstab på nuværende Egmont Kärnan. I dag (juli 2007) består Bamse-redaktionen af Lisbeth Wremby, Lise Jörgensen, Joakim Gunnarsson og Mårten Melin.
Serien, i grunden en komisk eventyrserie, blev med tiden kendt for at tage vigtige opdragelsesspørgsmål op for børn, inklusive sociale spørgsmål, så som mobning, racisme, børnemishandling, funktionshæmmethed, stoffer og ligestilling. I 1970'erne mente mange, at serien havde en tydelig politisk venstreorientering. I 1982 fik Bamse familie, hvilket førte til, at stadig flere historier begyndte at kredse om børnene.

## Figurer
- Bamse er en lille brun bjørn, der altid går i blå selebukser og blå hue. Han bliver verdens stærkeste bjørn, når han har spist Farmors krafthonning. Verdens rareste bjørn er han hele tiden, og han slås da heller aldrig, hvis det ikke er nødvendigt og kan være forbløffende god selv mod folk, der har opført sig slemt. Han er gift med Brummelise, med hvem han har trillingerne Brum, Teddy og Bamsemaja samt den lille Bamselotte. Når han ikke er på eventyr, hjælper han gerne til bl.a. som skovhugger for sin svigerfar.
- Lille Hopsa (Lille Skutt) er en lille hvid kanin, der altid går med en rød sløjfe. Han vil helst bare passe sin gulerodsdyrkning og arbejdet som postbud, men han følger alligevel troligt med Bamse og Ole Opfinder på eventyr. Hans rolle er ofte at gøre ting, han egentlig ikke tør, og hente ting (oftest Bamse eller krafthonning), eftersom han er utrolig hurtig.
- Ole Opfinder (Skalman) er en skildpadde, der altid går rundt med en høj gul hat på hovedet. Han er et teknisk, logisk og kemisk geni, ved altid bedre og har masser af nyttige ting i sit skjold, "alt undtagen lokomotiver, rumraketter og atlantdampere". Hans vigtigste ejendel og tillige den opfindelse, han er mest stolt af, er hans mad-og-soveur, der ringer flere gange om dagen for at fortælle, hvornår han skal spise eller sove. Det sidste sker gerne på ubelejlige tidspunkter og fungerer derved som en naturlig svaghed ligesom hos Bamse, der heller ikke er stærk hele tiden.

- Brummelise (Brummelisa) er Bamses kone og mor til Brum, Teddy, Bamsemaja og Bamselotte. Før hun blev gift, gik hun i rød kjole, men nu går hun i grøn trøje og rød nederdel. Hun arbejder i en legetøjsbutik, som hun flere gange har måttet redde fra Krøsus Mus.
- Brum er den ene af trillingerne. Han er indadvendt og sysler gerne med at tegne og male, hvilket han tidligt vandt priser for.
- Teddy er den anden af trillingerne. Han er gul og ligner en teddybjørn, deraf navnet. Han er nærsynet og går derfor med briller. Han elsker at læse og er meget klog, eftersom at han har lært så meget af Ole Opfinder
- Bamsemaja (Nalle-Maja) er den tredje af trillingerne. Hun går altid i blå kjole. Hun er en kæk pige, som ikke lader nogen sætte sig på hende. Hun går også gerne i brechen for sine brødre, når nogle er dumme mod dem.
- Bamselotte (Brumma) er Bamses og Brummelises yngste datter. Hun siger ikke så meget men er utrolig sød og elskelig. I en tidlig tegneserie fandt Ole Opfinder ud af, at hun havde en form for forstandshandicap.
- Farmor hedder egentlig Augusta Beata men kaldes Farmor af de fleste. Det er hende, der laver krafthonningen. Flere skurke har forsøgt at sætte en stopper for hende men fejlet, da hun også selv er meget stærk. Hun bor på Det høje bjerg sammen med Katten Jensen og Husmusen. Hun er enke efter kaptajn Johan Hilmer, kaldet Nalle, der gik ned med sit skib.
- Hebbe og Viktoria er Bamses forældre, der efter et skibsbrud nu bor på Jambolajernes ø. Bamses skib er opkaldt efter Viktoria.
- Brumme og Lisen er Brummelises forældre, der af og til dukker op i serien.

- Nina Kanin er Lille Hopsas kone og mor til Minihop. Hun arbejder som journalist på en avis.
- Minihop (Mini-Hopp) er Lille Hopsas og Nina Kanins søn. Han er på alder med sin bedste ven Bamselotte. Han har arvet sin fars hurtighed men er i modsætning til denne temmelig dumdristig.

- Ulven (Vargen) er en sort ulv, der bor i en hule i skoven. Han var egentlig en skurk og blev endda verdensmester i ækelhed. Men Bamse mødte ham med det gode, og efterhånden skiftede han karakter og blev en ven.
- Burre er en af trillingernes kammerater, om end han indledningsvis ofte kom på kant med dem og især Bamsemaja. Forholdet har dog bedret sig så meget, at der nu undertiden kan tales om kærlighed.
- Ole Grævling, Mikkeline Ræv og Annika And er nogle af trillingernes kammerater.
- Frøken Fiffi er trillingernes og de andres skolelærer og meget godhjertet.
- Katten Jensen (Katten Janson) er en lille sort kat, der bor hos Farmor. Han er ven med husmusen, som han både frivilligt og ufrivilligt flere gange kommer på eventyr med.
- Husmusen er en lille gul mus og ven med Katten Jensen og bor lige som denne hos Farmor.
- Surre er Bamses tamme bi, der også bliver stærk af krafthonning.
- Billy Boy er Bamses og vennernes hest, der har vundet mange løb.

- Krøsus Mus (Krösus Sork) er en hensynsløs kapitalist og skurk uden nogen gode sider. Han sørger altid selv for ikke få fingrene i fedtefadet ved at give ordre om forbrydelser til sine direktører, der gennem talrige led formidler det videre til kloakmusene, der så udfører forbrydelserne.
- Kloakmusene (Bråksorkar og fixaresorkar) er dem, der udfører Krøsus Mus' beskidte arbejde.
- Sørøverne (Sjörövarna) under ledelse af kaptajn Buster er egentlig nogle ret usle nogen af slagsen. Alle fire bliver nemt søsyge, så de opholder sig mest på land. Af og til stikker de dog til søs i deres gamle skib Havørnen (Havsörnen).
- Bisse og Busse (Knocke og Smocke) er to muskelsvulmende men ikke særligt begavede småforbrydere.
- Ulvefætrene (Vargkusinerna) er en flok forbrydere af vekslende størrelse. I modsætning til Ulven er de grå og går som oftest i orange shorts.

## Krafthonning
Bamse bliver som nævnt stærk af at spise Farmors krafthonning (svensk dunderhonung), men hvor længe afhænger af mængden. Det hænder af og til, at andre kommer til at spise krafthonning, men kun bien Surre og den onde bjergtrold Gluff-Gluff bliver også stærke af det uden men. Alle andre får ondt i maven i tre dage. Et par særlige forhold gælder dog for Bamsemaja, som både bliver stærk og får ondt i maven, mens Bamselotte hverken bliver stærk eller får ondt i maven.
Krafthonning har, ligesom meget andet i Bamse, sine forgængere i Rune Andréassons tidligere serier. I Åsnan Kal från Slottsskogen nr. 215 (GP 1949-10-21) forekommer styrkedråber koget på en recept fra en ugles farmor. I Lille Rikard och hans katt nr. 553 koger en gammel kone kraftsuppe. Krafthonningen bygger ifølge Andréasson også på Skipper Skræks spinat.

## Film med Bamse
- Bamse i Trollskogen (1991)
- Bamse og Tyvenes by (2014)
- Bamse og heksens datter (2016)
- Bamse og kraftklokkerne (2018)
- Bamse og Vulkanøen (2021)
- Bamse og verdens mindste eventyr (2023)